# Виналия
Виналия (на латински: Vinalia) е стар римски фестивал, празник в Древен Рим на виното в чест на Юпитър и Венера. Първият празник Vinalia Priora се празнува за новото вино на 23 април. Вторият празник Vinalia Rustica се празнува за второто вино на 19 август.